# مستقبل نووي

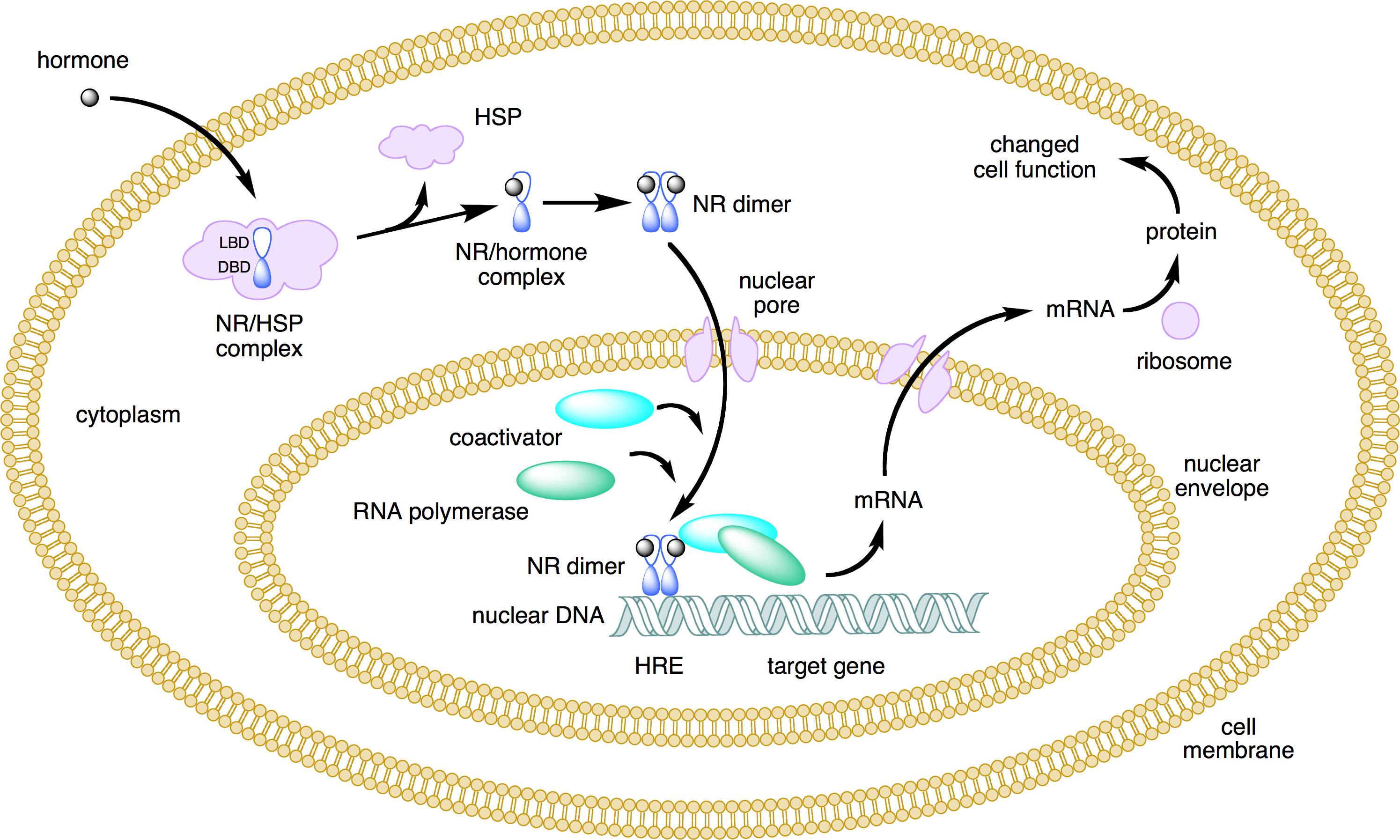
آلية عمل المستقبل النووي : يمثل الشكل آلية عمل مستقبل نووي (NR)، يكون في البلاسما الخلوية بغياب لجين. الارتباط الهرموني يحفز انفصال بروتينات الصدمة الحرارية heat shock proteins أو (HSP), من ثم اقتران جزيئين dimerization، وانتقال إلى داخل النواة حيث يرتبط بتسلسل معين من الدنا يعرف بعنصر الاستجابة الهرمونية (HRE). معقد المستقبل النووي-دنا يتدخل بدوره مع بروتينات أخرى مسؤولة عن ترجمة الدنا المورثي إلى رنا مرسال من ثم إلى البروتين المكود من قبل الجين. هذا البروتين الناتج يساهم في عمل ووضيفة الخلية الحية.

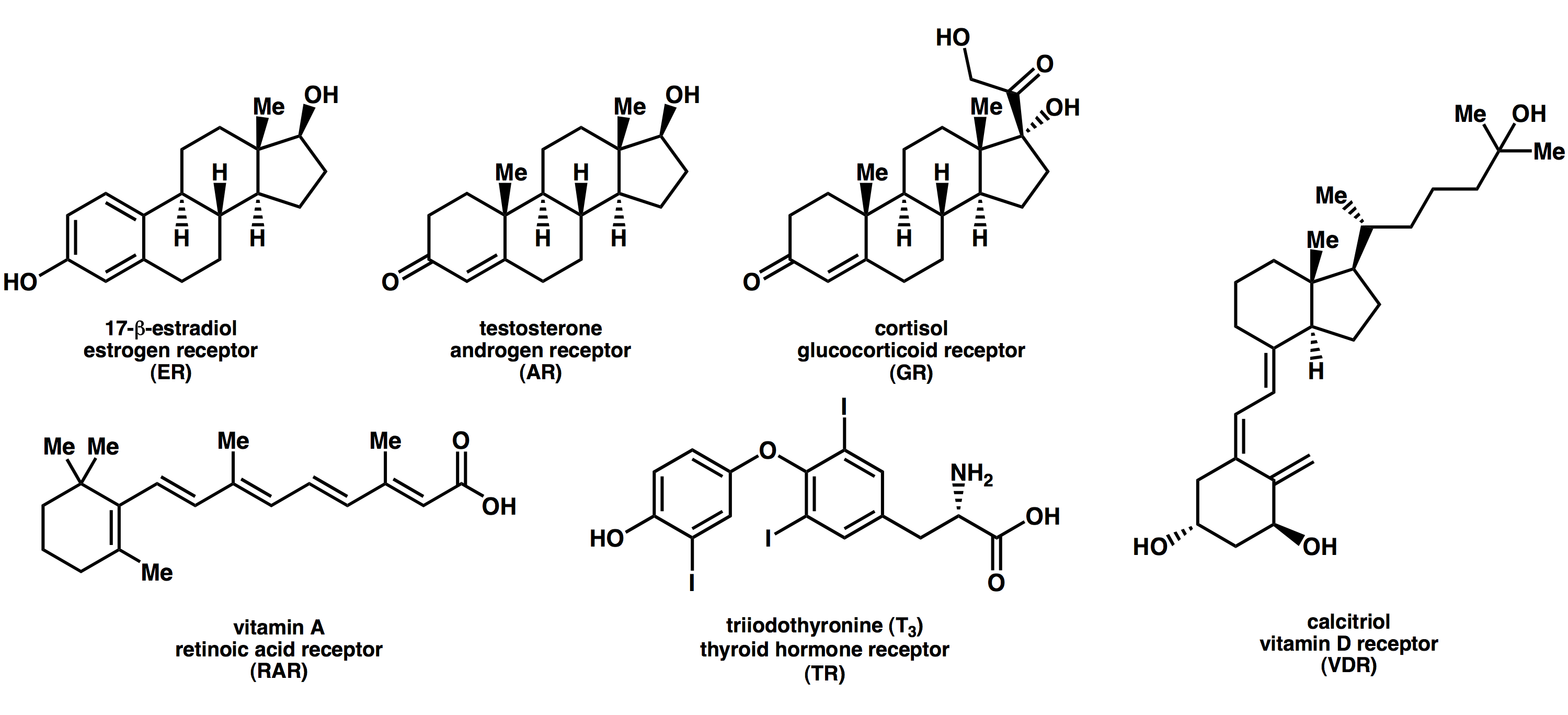
النبى الكيميائية لبعض لجينات المستقبلات النووية الداخلية وأسماء المستقبلات التي ترتبط بها كل جزيئة.

في علم الأحياء الجزيئي : المستقبل النووي (بالإنجليزية: nuclear receptor) هي أحد أصناف المستقبلات (التي تتكون أساسا من بروتنيات) والتي تتوضع أساسا داخل الخلية الحية وتكون مسؤولة عن تحسس وجود هرمونات أو جزيئات معينة أخرى حساسة لها. كاستجابة لوجود هذه الهرمونات أو الجزيئات يمكن ان تتفعل هذه المستقبلات لتعمل بالتناسق مع عوامل حيوية أخرى لزيادة التعبير الجيني لجينات معينة.
المستقبلات النووية لديها القدرة على الارتباط بالدنا وتنظيم التعبير للجينات المتجاورة، لذا فإن هذه المستقبلات تصنف كعوامل نسخ
تنظيم التعبير الجيني بوساطة المستقبلات النووية يعتمد أساسا على اللجين أو الجزيئة المرتبطة. بكلام آخر، المستقبلات النووية تكون فعالة طبيعيا بوجود لجيناتها المرتبطة الخاصة بها. وبشكل أكثر تحديدا، ارتباط اللجين بالمستقبل النووي ينتج عنه تغير في التشكيل الكيميائي للمستقبل مما يؤدي إلى تفعيل عمل المستقبل لينتج عنه رفع تنظيم التعبير الجيني.
إحدى الخواص الفريدة للمستقبلات النووية التي تميزها عن أصناف أخرى من المستقبلات هي قدرتها على التفاعل المباشر مع الدنا والتحكم بالتعبير الجيني للدنا الجينومي. بالتالي تلعب المستقبلات النووية دورا مفتاحيا نمو المتعضيات. يمكن أن تصنف المستقبلات النووية إما وفقا لآلية التأثير 
أو وفقا لتشابه البنية homology.

## عائلات المستقبلات النووية
فيما يلي قائمة ب 48 مستقبل نووي بشري معروف حاليا 
مصنفة حسب تشابه التسلسل.
هذه القائمة منظمة كالتالي:
Subfamily: name
Group: name (endogenous ligand if common to entire group)
Member: name (abbreviation; NRNC Symbol, gene) (endogenous ligand)

### Subfamily 1: Thyroid Hormone Receptor-like
- Group A: Thyroid hormone receptor (هرمونات الغدة الدرقية)
  - 1: Thyroid hormone receptor-α (TRα; NR1A1, THRA)
  - 2: Thyroid hormone receptor-β (TRβ; NR1A2, THRB)
- Group B: مستقبل حمض الريتينويك (فيتامين ألف and related compounds)
  - 1: Retinoic acid receptor-α (RARα; NR1B1, RARA)
  - 2: Retinoic acid receptor-β (RARβ; NR1B2, RARB)
  - 3: Retinoic acid receptor-γ (RARγ; NR1B3, RARG)
- Group C: مستقبل مكاثر البيروكسيسوم المنشط
  - 1: Peroxisome proliferator-activated receptor-α (PPARα; NR1C1, PPARA)
  - 2: Peroxisome proliferator-activated receptor-β/δ (PPARβ/δ; NR1C2, PPARD)
  - 3: Peroxisome proliferator-activated receptor-γ (PPARγ; NR1C3, PPARG)
- Group D: Rev-ErbA
  - 1: Rev-ErbAα (Rev-ErbAα; NR1D1)
  - 2: Rev-ErbAβ (Rev-ErbAβ; NR1D2)
- Group F: RAR-related orphan receptor
  - 1: RAR-related orphan receptor-α (RORα; NR1F1, RORA)
  - 2: RAR-related orphan receptor-β (RORβ; NR1F2, RORB)
  - 3: RAR-related orphan receptor-γ (RORγ; NR1F3, RORC)
- Group H: Liver X receptor-like
  - 3: Liver X receptor-α (LXRα; NR1H3)
  - 2: Liver X receptor-β (LXRβ; NR1H2)
  - 4: Farnesoid X receptor (FXR; NR1H4)
- Group I: Vitamin D receptor-like
  - 1: مستقبل كالسيتريول (VDR; NR1I1, VDR) (فيتامين دي)
  - 2: Pregnane X receptor (PXR; NR1I2)
  - 3: Constitutive androstane receptor (CAR; NR1I3)

### Subfamily 2: Retinoid X Receptor-like
- Group A: Hepatocyte nuclear factor-4 (HNF4)
  - 1: Hepatocyte nuclear factor-4-α (HNF4α; NR2A1, HNF4A)
  - 2: Hepatocyte nuclear factor-4-γ (HNF4γ; NR2A2, HNF4G)
- Group B: مستقبل ريتينويد أكس (RXRα)
  - 1: Retinoid X receptor-α (RXRα; NR2B1, RXRA)
  - 2: Retinoid X receptor-β (RXRβ; NR2B2, RXRB)
  - 3: Retinoid X receptor-γ (RXRγ; NR2B3, RXRG)
- Group C: Testicular receptor
  - 1: Testicular receptor 2 (TR2; NR2C1)
  - 2: Testicular receptor 4 (TR4; NR2C2)
- Group E: TLX/PNR
  - 1: TLX (TLX; NR2E1)
  - 3: Photoreceptor cell-specific nuclear receptor (PNR; NR2E3)
- Group F: COUP/EAR
  - 1: Chicken ovalbumin upstream promoter-transcription factor I (COUP-TFI; NR2F1)
  - 2: Chicken ovalbumin upstream promoter-transcription factor II (COUP-TFII; NR2F2)
  - 6: V-erbA-related (EAR-2; NR2F6)

### Subfamily 3: Estrogen Receptor-like
See also steroid and sex hormone receptors
- Group A: مستقبلات الاستروجين (هرمون تناسليs: إستروجين)
  - 1: Estrogen receptor-α (ERα; NR3A1, ESR1)
  - 2: Estrogen receptor-β (ERβ; NR3A2, ESR2)
- Group B: Estrogen related receptor
  - 1: Estrogen related receptor-α (ERRα; NR3B1, ESRRA)
  - 2: Estrogen related receptor-β (ERRβ; NR3B2, ESRRB)
  - 3: Estrogen related receptor-γ (ERRγ; NR3B3, ESRRG)
- Group C: 3-Ketosteroid receptors
  - 1: Glucocorticoid receptor (GR; NR3C1) (كورتيزول)
  - 2: Mineralocorticoid receptor (MR; NR3C2) (ألدوستيرون)
  - 3: مستقبلات البروجسترون (PR; NR3C3, PGR) (هرمون تناسليs: بروجستيرون)
  - 4: مستقبلات الأندروجين (AR; NR3C4, AR) (هرمون تناسليs: تستوستيرون)

### Subfamily 4: Nerve Growth Factor IB-like
- Group A: NGFIB/NURR1/NOR1
  - 1: Nerve Growth factor IB (NGFIB; NR4A1)
  - 2: Nuclear receptor related 1 (NURR1; NR4A2)
  - 3: Neuron-derived orphan receptor 1 (NOR1; NR4A3)

### Subfamily 5: Steroidogenic Factor-like
- Group A: SF1/LRH1
  - 1: Steroidogenic factor 1 (SF1; NR5A1)
  - 2: مستقبل الكبد المتجانس -1 (LRH-1; NR5A2)

### Subfamily 6: Germ Cell Nuclear Factor-like
- Group A: GCNF
  - 1: Germ cell nuclear factor (GCNF; NR6A1)

### Subfamily 0: Miscellaneous
- Group B: DAX/SHP
  - 1: NR0B1, Dosage-sensitive sex reversal, adrenal hypoplasia critical region, on chromosome X, gene 1 (DAX-1; NR0B1)
  - 2: Small heterodimer partner (SHP; NR0B2)
- Group C: Nuclear receptors with two DNA binding domains (2DBD-NR) (A novel subfamily)[6][7]

## وصلات خارجية
- Nuclear Receptor journal homepage
- Nuclear receptor resource نسخة محفوظة 11 مايو 2008 على موقع واي باك مشين. at Georgetown University
- Nuclear Receptor Signalling Atlas نسخة محفوظة 29 أغسطس 2007 على موقع واي باك مشين. (NURSA, NIH-funded research consortium and database; includes open-access PubMed-indexed journal, Nuclear Receptor Signaling)
- Nuclear+Receptors في المكتبة الوطنية الأمريكية للطب نظام فهرسة المواضيع الطبية (MeSH).